# مارسيلو (لاعب كرة قدم مواليد 1989)
مارسيلو (27 يوليو 1989 في البرازيل - ) هو لاعب كرة قدم برازيلي في مركز الدفاع. لعب مع نادي ريبيراو ونادي ريو أفي ونادي فاسكو دا غاما ونادي ليتشويس (نادي كرة قدم) ونادي ريو بريتو ونادي الطائي السعودي و نادي دبا الفجيرة الإماراتي.

## وصلات خارجية
- مارسيلو (لاعب كرة قدم برازيلي) على موقع قاعدة بيانات كرة القدم.إي يو (الإنجليزية)
- مارسيلو (لاعب كرة قدم برازيلي) على موقع Soccerway.com (الإنجليزية)
- مارسيلو (لاعب كرة قدم برازيلي) على موقع AS.com (الإسبانية)